# Johnson City (Oregon)
Johnson City és una població dels Estats Units a l'estat d'Oregon. Segons el cens del 2000 tenia 634 habitants.

## Demografia
Segons el cens del 2000, Johnson City tenia 634 habitants, 275 habitatges, i 169 famílies. La densitat de població era de 4.079,8 habitants per km².
Dels 275 habitatges en un 24,4% hi vivien nens de menys de 18 anys, en un 44,4% hi vivien parelles casades, en un 13,1% dones solteres, i en un 38,2% no eren unitats familiars. En el 32,4% dels habitatges hi vivien persones soles el 12% de les quals corresponia a persones de 65 anys o més que vivien soles. El nombre mitjà de persones vivint en cada habitatge era de 2,28 i el nombre mitjà de persones que vivien en cada família era de 2,84.
Per edats la població es repartia de la següent manera: un 22,2% tenia menys de 18 anys, un 6,2% entre 18 i 24, un 30% entre 25 i 44, un 26,5% de 45 a 60 i un 15,1% 65 anys o més.
L'edat mediana era de 39 anys. Per cada 100 dones de 18 o més anys hi havia 93,3 homes.
La renda mediana per habitatge era de 35.517$ i la renda mediana per família de 36.985$. Els homes tenien una renda mediana de 32.500$ mentre que les dones 23.523$. La renda per capita de la població era de 16.967$. Aproximadament el 6,1% de les famílies i el 8,1% de la població estaven per davall del llindar de pobresa.

## Poblacions més properes
El següent diagrama mostra les poblacions més properes.